# Tadeusz Romanowski
Tadeusz Romanowski (ur. 13 stycznia 1899 w Częstochowie, zm. 31 maja 1984 w Łodzi) – nauczyciel geografii, krajoznawca, regionalista łódzki, przewodnik, działacz PTTK.
Ukończył studia geograficzne na Uniwersytecie Warszawskim i był nauczycielem w szkołach średnich Łodzi, Lwowa, Kowla, Lublina i od 1945 znów Łodzi.
Do Polskiego Towarzystwa Krajoznawczego PTK wstąpił w 1925. W okresie międzywojennym prowadził wycieczki i obozy szkolne, ale był także krajoznawcą, autorem opracowań krajoznawczych (monografia powiatu Kowel w 1936, mapa turystyczna powiatu Kowel w 1939 i inne).
Po II wojnie światowej był animatorem szkolnego ruchu krajoznawczo-turystycznego, społecznym instruktorem Szkolnego Wojewódzkiego Ośrodka Krajoznawczo-Turystycznego w Łodzi, przewodnikiem. 
W 1969 był współzałożycielem i do 1981 członkiem zarządu Oddziału Nauczycielskiego PTTK w Łodzi (pierwszego takiego oddziału PTTK w kraju).
Był autorem publikacji w Biuletynie Okręgu PTTK w Łodzi (istnieje do dziś, nosi nazwę "Wędrownik" i ukazał się już 400. numer tego kwartalnika PTTK w Łodzi).
Był wykładowcą na kursach szkoleniowych dla kadry turystycznej i krajoznawczej.
Odznaczony był Złotą Odznaką "Zasłużony Działacz Turystyki", Złotą Honorową Odznaką PTTK, Honorową Odznaką Miasta Łodzi i innymi.
Zmarł 31 maja 1984 w Łodzi, pochowany został na cmentarzu w Częstochowie.